# Hòm Bia Giao Ước

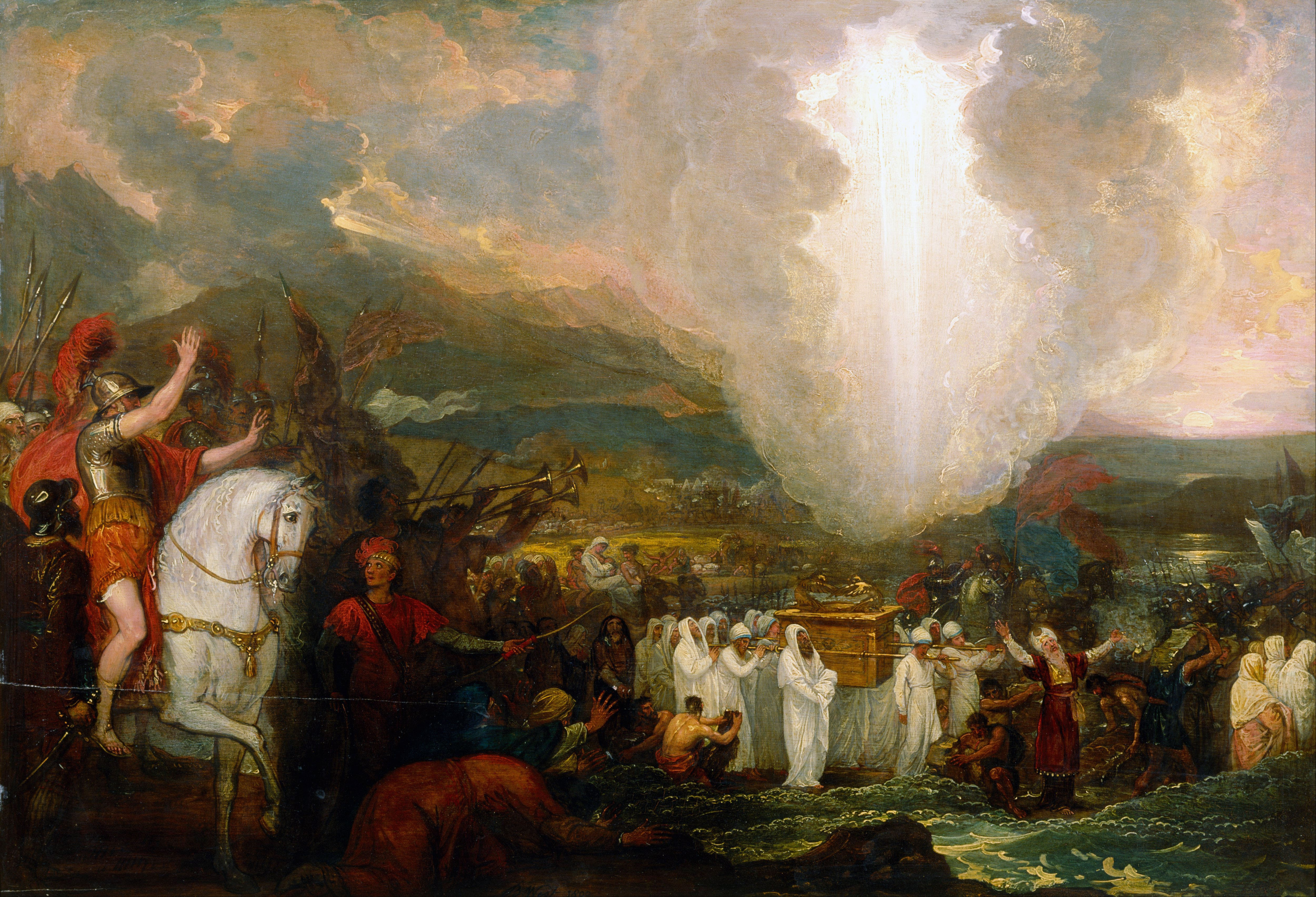
Joshua passing the River Jordan with the Ark of the Covenant by Benjamin West, 1800.

Hòm Bia Giao Ước (Hebrew: אָרוֹן הַבְּרִית, Tiêu chuẩn: Arōn Ha'brēt, Tiberian: ʾĀrôn Habbərîṯ) hoặc Hòm Chứng Ngôn là một cái rương bằng gỗ nạm vàng chứa hai tấm thạch bi khắc Mười Điều Răn, xuất hiện lần đầu trong Xuất hành kí và được coi như một trong những bảo vật cực thánh của các tín ngưỡng Abram.

### Khởi huyền

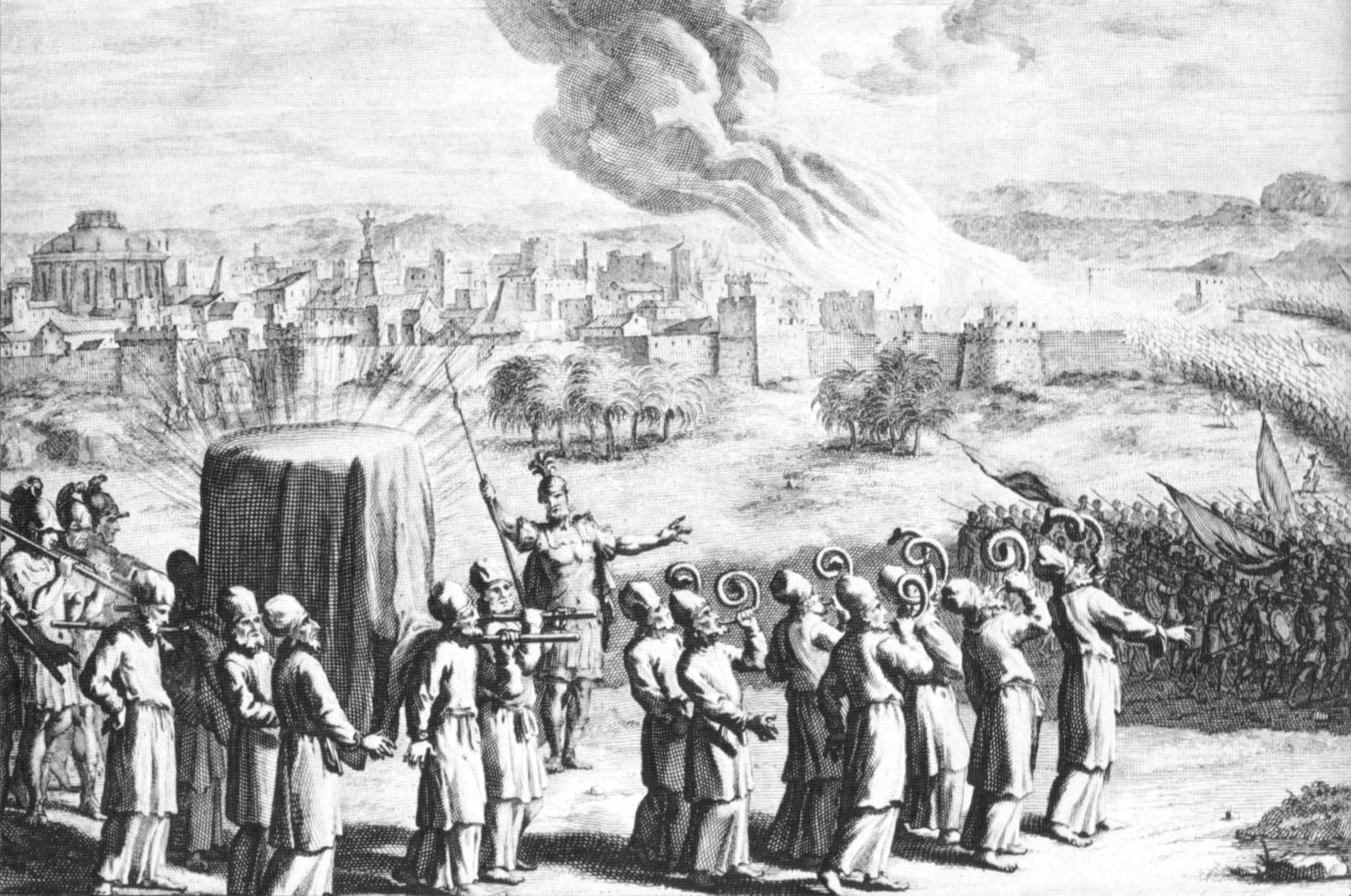
The covered ark and seven priests with rams' horns, at the Battle of Jericho, in an eighteenth-century artist's depiction.

## Lịch sử

### Niên biểu

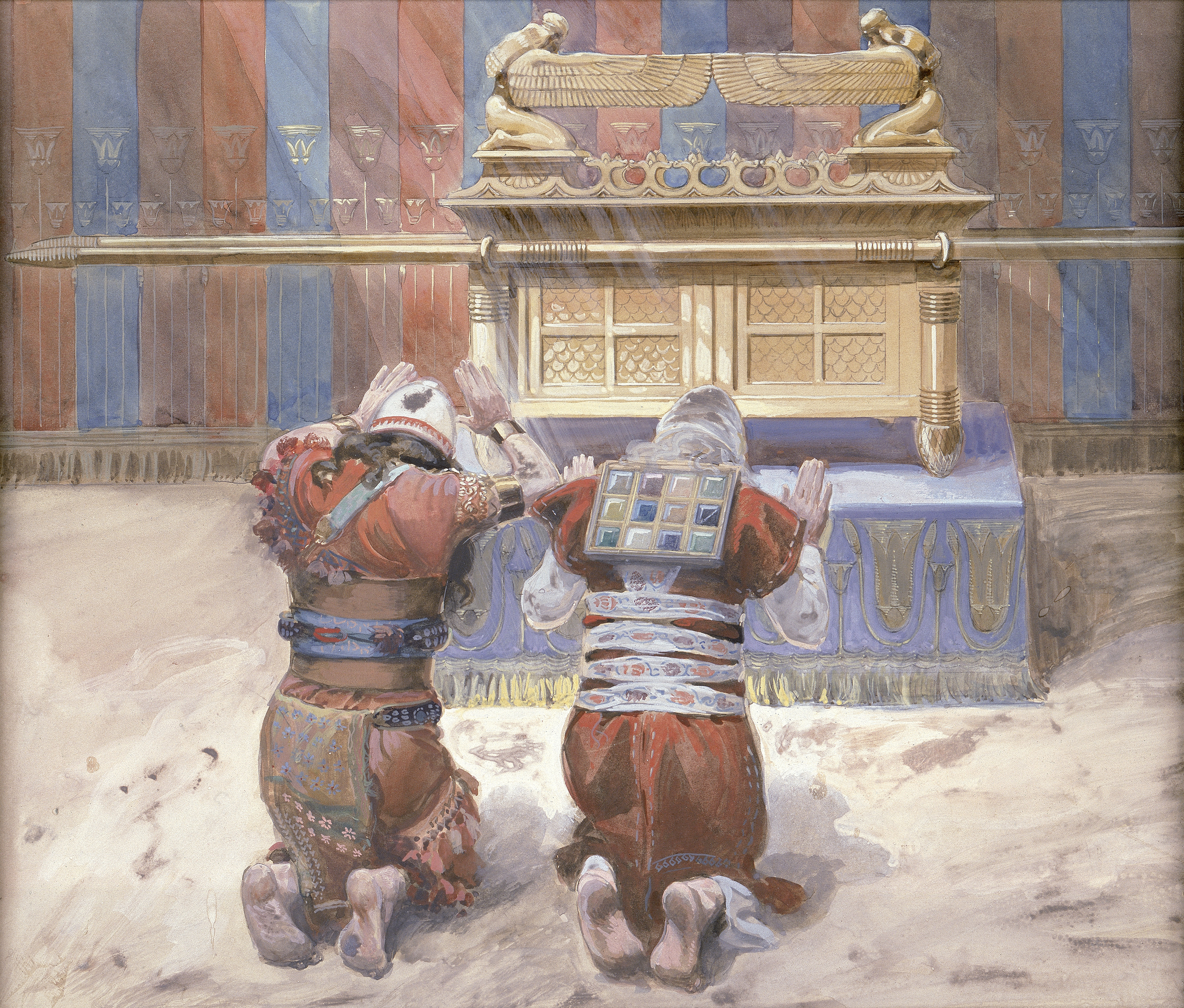
Moses and Joshua bowing before the Ark, tranh của James Tissot, khoảng năm 1900

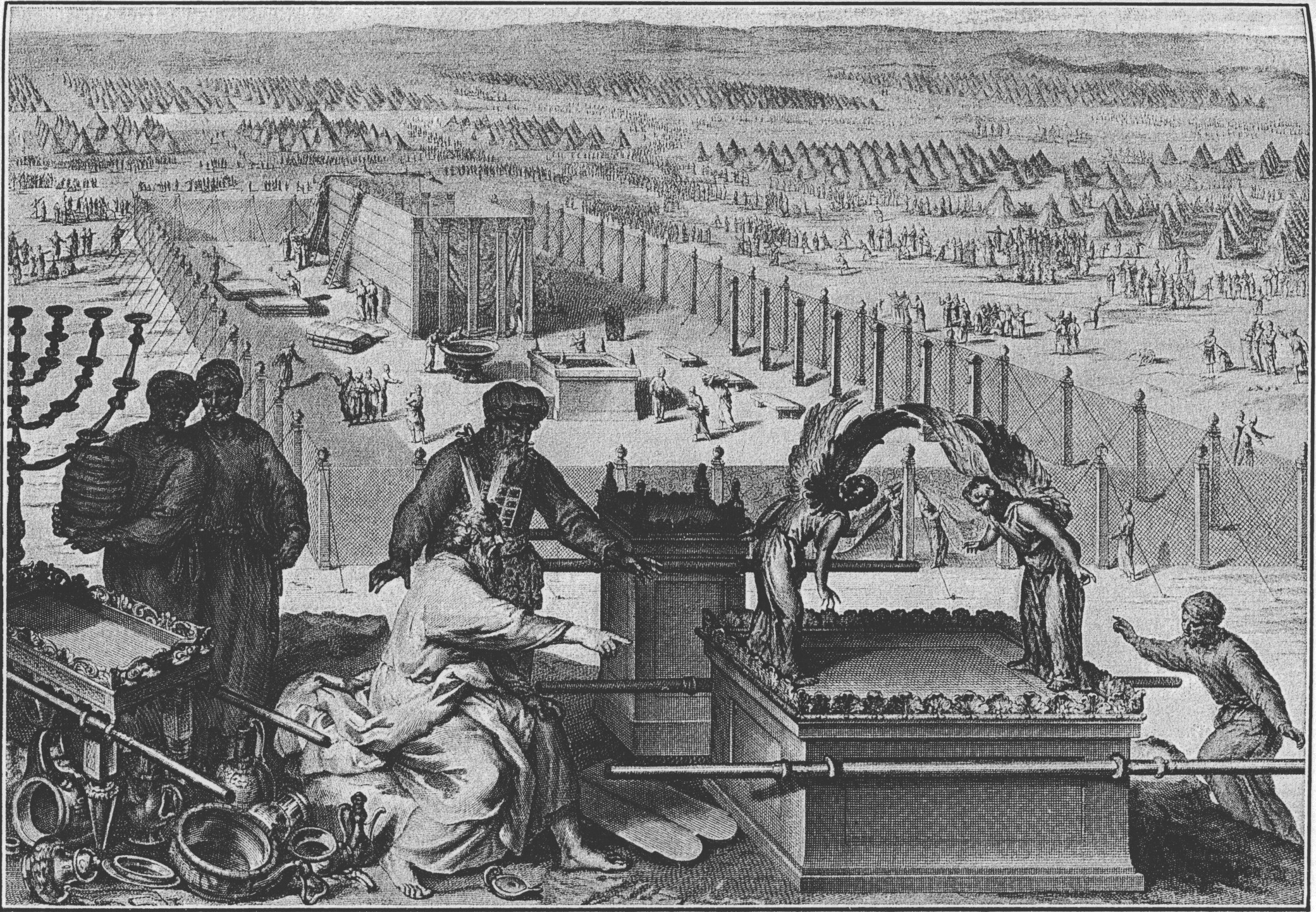
1728 illustration of the Ark at the erection of the Tabernacle and the sacred vessels, as in Exodus 40:17-19

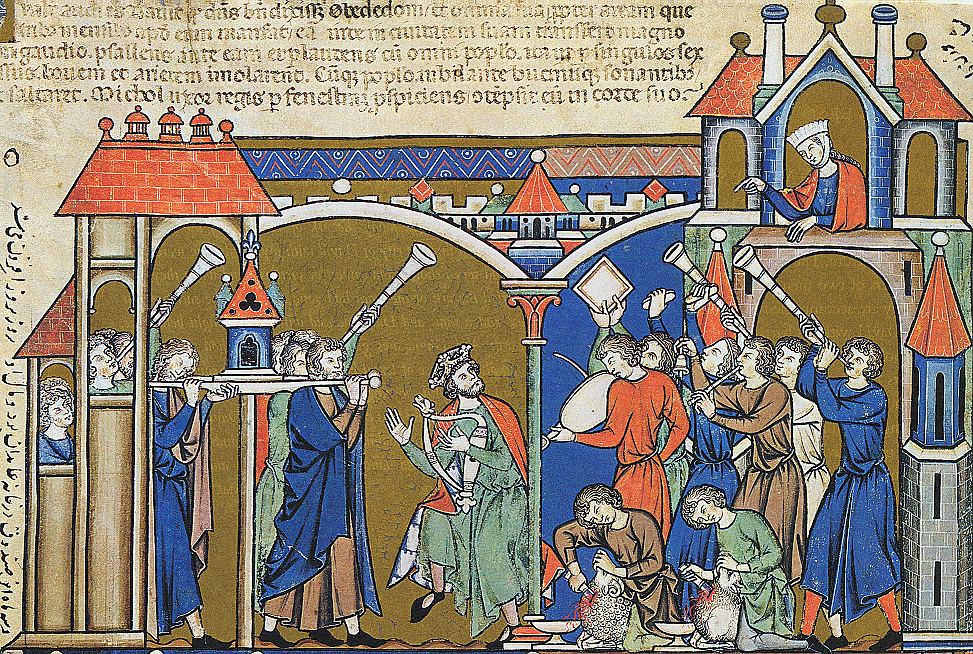
Illustration from the 13th century Morgan Bible of David bringing the Ark into Jerusalem (2 Samuel 6).

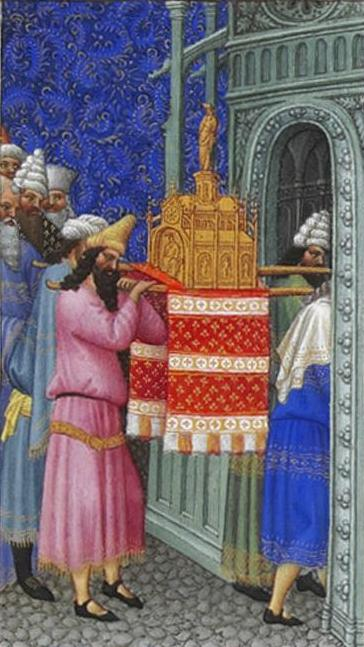
The Ark carried into the Temple from the early 15th century Très Riches Heures du Duc de Berry

(trước Công Nguyên)

### Tư liệu
- Portions of this article have been taken from the Jewish Encyclopedia of 1906. Ark of the Covenant
- Initial text from Easton's Bible Dictionary, 1897. Ark of the Covenant
- The Catholic Encyclopedia, Volume I. Ark of the Covenant
- Smithsonian.com "Keepers of the Lost Ark?"
- Derby, Josiah, "The Gold of The Ark", Jewish Bible Quarterly.
- Havergal, William Henry. Six Lectures on The Ark of The Covenant (London: Hamilton, Adams And Co, 1867). Available on Google Books.
- Pendleton, Philip Y., A Brief Sketch of the Jewish Tabernacle. 1901. (International Sunday-school Lessons for 1902. Standard Eclectic Commentary comprising original and selected notes, explanatory, illustrative, practical. Embellished with maps, diagrams, chronological charts, tables, etc.)
- Schatz, Elihu, "The Weight of The Ark of The Covenant", Jewish Bible Quarterly.
- Shyovitz, David, The Lost Ark of the Covenant. Jewish Virtual Library.